# Maria Margaretha la Fargue
Maria Margaretha la Fargue (La Haia, 29 de desembre de 1743 - La Haia, 21 d'abril de 1813), fou una pintora neerlandesa del segle xviii.

## Biografia
Filla de Jan Thomas la Fargue i de Charlotte Constantia van Nieuwland, era la petita de cinc germans i l'única noia. Sembla que va aprendre a pintar amb els seus germans Paulus Constantijn i Jacob Elias, que també eren pintors; com també ho eren els seus altres germans, Karel i Isaac Lodewijk.
Durant anys, Maria i els seus germans van constituir una mena d'estudi familiar que elaborava estampes i il·lustracions per a llibres i almanacs. Als anys noranta Maria impartí lliçons de dibuix.
Maria La Fargue és coneguda pels seus treballs de gènere, com també per escenes de carrer i, de vegades, retrats i paisatges de la ciutat. La seva obra, especialment dibuixos i aquarel·les, es troba al Museu Boijmans Van Beuningen de Rotterdam, al Museu Municipal de La Haia i a l'Arxiu Municipal de La Haia.